# Акналич (језеро)
Акна или Акналич (јерм. Ակնա լիճ) је планинско вулканско језеро које се налази у кратеру угашеног вулкана Лчајн на Гегамским планинама у Јерменији. Удаљено је 6 км северно од највишег врха Гегама Аждахака, и налази се на надморској висини од 3.030 метара.
Површина језера је у просеку око 0,8 км² (максимално око 1,3 км²), храни се снежницом и кишницом а запремина је око 3,91 милион м³ воде. Највећа дубина је до 15 метара. У току зиме је цела површина језера под ледом. Обале језера су обрасле високопланинским ливадама.
Реч „акна“ на јерменском језику означава „очи“.